# Passage Épineux
Appelé Blind Strait en anglais, le passage Épineux est un détroit de l'océan Indien long de 25 km. Il est formé par la pointe sud de l'île Dirk Hartog et le nord-ouest de la péninsule Carrarang, une grande péninsule australienne située au centre de la côte ouest de l'Australie-Occidentale. Passage le plus méridional entre le reste de l'océan Indien et la baie Shark, il s'enfonce d'abord en direction du sud-est à compter de la pointe Escarpée, bifurque ensuite vers le nord une fois passé le cap Ransonnet puis baigne le rivage sud-est de l'île et le littoral ouest de Bellefin Prong. Il s'achève à hauteur du cap Bellefin, qui termine cette dernière langue de terre et marque la limite nord du havre Henri Freycinet.